# Saint-Agnin-sur-Bion
Saint-Agnin-sur-Bion is een gemeente in het Franse departement Isère (regio Auvergne-Rhône-Alpes). De plaats maakt deel uit van het arrondissement Vienne. Saint-Agnin-sur-Bion telde op 1 januari 2022 1.161 inwoners. 

## Geografie
De oppervlakte van Saint-Agnin-sur-Bion bedroeg op 1 januari 2022 9,7 vierkante kilometer; de bevolkingsdichtheid was toen 119,7 inwoners per km².

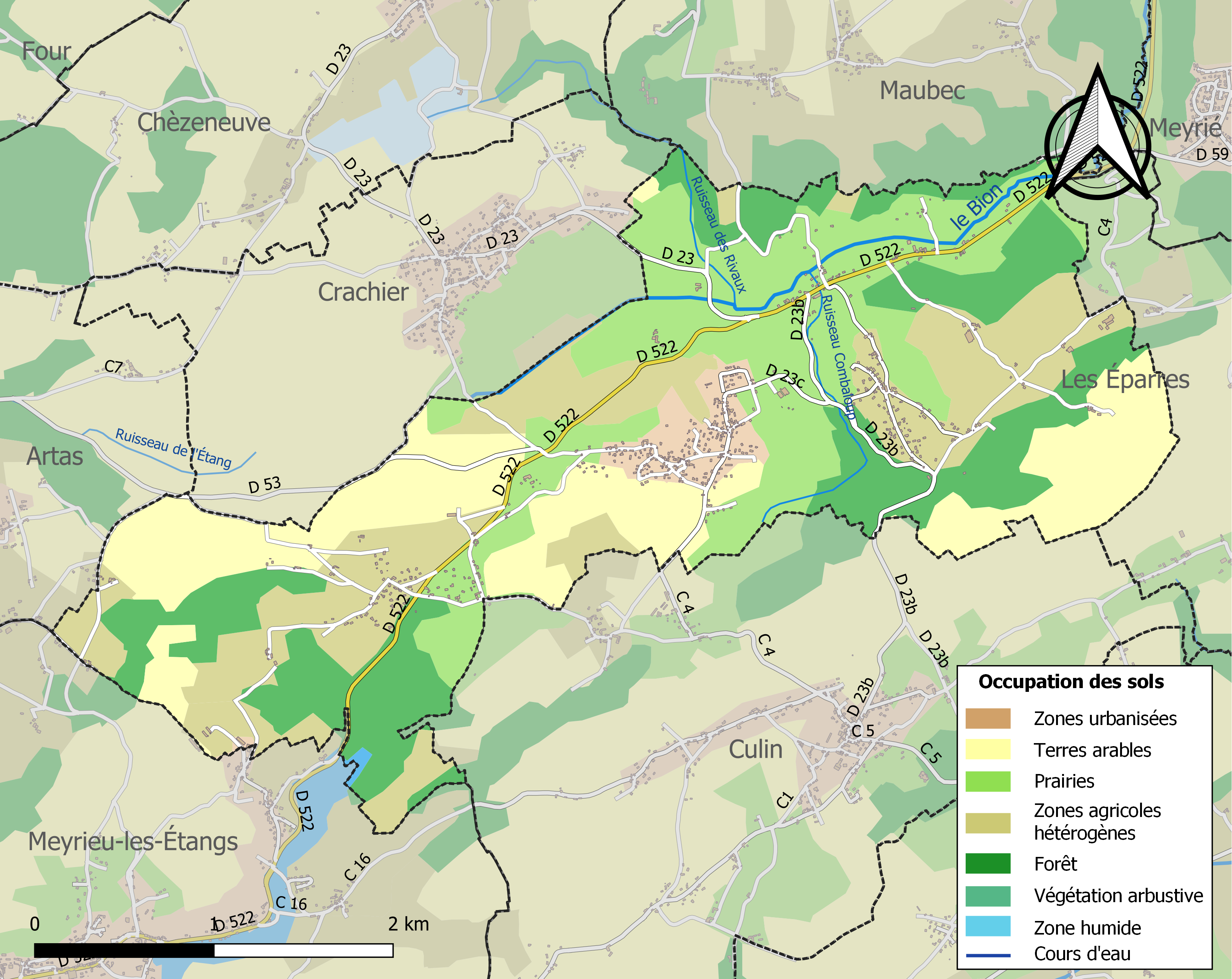
Kaart van de gemeente met de belangrijkste infrastructuur, bodemgebruik en omliggende gemeenten

## Demografie
Onderstaande figuur toont het verloop van het inwonertal (bron: INSEE-tellingen).